# Мост Кладки (Владикавказ)
Мост Кладки — пешеходный мост через реку Терек в городе Владикавказ, Северная Осетия, Россия. Расположен в центральной части города, возле парка культуры и отдыха имени Коста Хетагурова. На левом берегу мост выходит на улицу Коцоева. Является памятником инженерного искусства и объектом культурного наследия Северной Осетии.
Наименование в реестре объектов культурного наследия — «Пешеходный мост. 1863 г.».

## История
Деревянные мостки через Терек были проложены в этом месте ещё в XIX веке. На плане города Владикавказа 1911 года отмечен мост Кладки.

Мост, который наводит страх.

Вот уже много лет каждую весну и осень маленький мостик через Терек, так называемые кладки, буквально становится опасным для жизни. Через него опасно пройти, можно сорваться вниз. А кругом грязь, лужи воды, ямы. Люди обходят кругом или вязнут в грязи. Десятки, тысячи людей вынуждены ежедневно терять много дорогого времени, тогда как этого можно было избежать. Для этого только нужно поднять выше мост и расширить его хотя бы до 5 метров. Сделать земляную насыпь соединяющую большие и малые кладки. Насыпь можно бы было сделать из мусора, шлака, кирпича, известняка, битого камня, которые вывозятся со строек на свалку. Выровнять деревянный настил на кладках. Огородить подход к этим кладкам. И наконец асфальтировать подходы и межукладочные промежутки.— Газета «Пролетарий Осетии», 17 апреля 1937 г.
17 мая 1939 года на заседании Городского совета было принято решение о постройке нового пешеходного моста через реку Терек на месте существующих кладок в связи со строительством набережной (протокол № 17 от 17.05.1939).
В 1958 году был демонтирован четырёхпролетный Чугунный мост, находившийся в районе площади Штыба. В начале 1960-х годов два пролёта этого моста установили вместо старого моста Кладки. С тех пор за этим мостом укоренилось неофициальное название «Горьковский», так как на правом берегу мост находится в створе улицы Максима Горького.

## Источник
- План областного города Владикавказа (Издание 1911 г. Областного статистического комитета)[1].